# Sericostriata surdickae
Sericostriata surdickae är en nattsländeart som beskrevs av Wiggins, Weaver och Unzicker 1985. Sericostriata surdickae ingår i släktet Sericostriata och familjen Uenoidae. Inga underarter finns listade i Catalogue of Life.